# Laura Pollán
Laura Inés Pollán Toledo (Manzanillo, 13 februari 1948 – Havanna, 14 oktober 2011) was een vooraanstaande Cubaanse mensenrechtenactivist. Pollán richtte samen met de partners van politieke gevangenen de dissidentengroep Damas de Blanco (Dames in het Wit) op. De groep organiseerde vreedzame protestmarsen en eiste vrijlating van politieke gevangenen in Cuba.
Pollán werkte tot aan haar pensionering in 2004 als docent Spaanse taal. Haar echtgenoot Héctor Maseda Gutiérrez was lid van de Groep van 75, een groep van journalisten, activisten en commentatoren die de Cubaanse regering beschuldigden van het aannemen van geld van vreemde mogendheden, waaronder de Verenigde Staten. In 2003 werden de leden van de groep gearresteerd tijdens een demonstratie die later La Primavera Negra de Cuba (Zwarte Lente van Cuba) werd genoemd.
Direct na de arrestatie van Gutiérrez begon Pollán te posten bij overheidsgebouwen waar haar echtgenoot mogelijk gevangen werd gehouden. Daar kwam zij de vrouwen tegen van de andere politieke gevangen en dat leidde tot de oprichting van Dames in het Wit. Elke zondag, na het bijwonen van de mis in de kerk van Santa Rita (beschermheilige van de hopeloze gevallen), marcheerden ze door de woonwijk Miramar in Havana, gekleed in het wit en voorzien van een bloem. Die witte kleding werd het symbool van de organisatie die doorging met het opkomen voor politieke gevangenen, ook toen de meeste gevangenen van de groep van 75 al waren vrijgelaten.
963 Calle Neptuno, haar woonhuis in Havana, werd een centrum waar de oppositie bijeenkwam en waar Pollán  maandelijkse 'literaire thee' bijeenkomsten organiseerde voor vrouwen en dochters van politieke gevangenen. De vrouwen kwamen uit heel Cuba, ze verzamelden bij haar thuis omdat het centraal gelegen was en omdat er een telefoon was.
In 2005 ontving Dames in het Wit de Sacharovprijs van het Europees Parlement.
Pollán werd op 7 oktober 2011 opgenomen in het ziekenhuis. Volgens de Cubaanse regering leed ze aan dengue (knokkelkoorts). Ze stierf op 14 oktober 2011 op 63-jarige leeftijd aan hartstilstand veroorzaakt door ademhalingsproblemen.